# Popol Vuh
Popol Vuh (Пополь-Вух) — немецкая музыкальная группа, основанная в 1969 г. в Мюнхене и исполнявшая краут-рок с элементами этнической музыки. Строгие стилистические определения по отношению к творчеству Popol Vuh использовать сложно: звучание проекта значительно изменялось от альбома к альбому. Группа известна по музыке в фильмах Вернера Херцога «Агирре, гнев божий», «Носферату — призрак ночи» и «Фитцкарральдо».
Основателем и бессменным лидером Popol Vuh, а также основным автором музыки проекта был пианист и клавишник Флориан Фрике.
Группа названа в честь эпоса народа киче (майя) «Пополь-Вух». На протяжении всего периода творчества для Флориана Фрике был характерен интерес к духовным традициям народов мира и к духовной музыке. «Popol Vuh — это месса для сердца, музыка любви» — так характеризовал Флориан Фрике сущность музыки своего проекта.

## История
Флориан Фрике родился 23 февраля 1944 года в городе Линдау и получил в юности классическое музыкальное образование (был учеником Рудольфа Хиндемита, брата Пауля Хиндемита). Он являлся лидером группы и одним из пионеров электронной музыки вообще. На дебютном альбоме группы — «Affenstunde» («Час обезьян») (1970) впервые в истории современной германской популярной музыки было представлено звучание синтезатора Moog III.
Второй альбом — «In Den Gärten Pharaos» («В фараоновом саду») (1971) — стилистически продолжал развитие электронного звучания в рамках масштабных композиций с элементами этники.
Данные альбомы Popol Vuh, ещё несколько наивные по сравнению с теми звуковыми полотнами, которые создавали во второй половине 70-х и позднее мастера электронной музыки, впоследствии стали относить к числу первых записей с элементами стилей эмбиент, нью-эйдж, космической музыки.
В качестве сессионного музыканта Флориан Фрике принимал участие в записи альбома группы Tangerine Dream «Zeit» (1972) — он играл на синтезаторе в эпической композиции «Birth of Liquid Pleijades». «Синтезатор „Муг“ Флориана Фрике был ключом к звучанию этого альбома», — вспоминал позже участник группы Кристофер Франке.
На следующей работе Popol Vuh — «Hosianna Mantra» («Осанна-Мантра») (1972) — Флориан Фрике отказался от использования синтезатора и обратился к звучанию акустических музыкальных инструментов (фортепиано, скрипка, гобой, тампура) и традиционных для рок-музыки электрогитар. На диске представлены песни на библейские тексты в переводе философа Мартина Бубера в исполнении корейской певицы Юн Чжон (Djong Yun) (сопрано) и инструментальные композиции. Альбом, напоминающий своим звучанием камерную музыку XIX-начала XX века, считается шедевром в дискографии Popol Vuh.
В 1973 году к проекту присоединился участник группы Amon Düül II мультиинструменталист (гитарист, басист, ударник) Daniel Fichelscher (Даниэль Фихельшер), внесший заметный вклад в развитие уникального звучания Popol Vuh: альбомы «Letzte Tage — Letzte Nächte» и «Coeur de Verre» (позже часть композиций была ремикширована и переиздана под названием «Sing, For Song Drives Away the Wolves») — это гитарный краут-рок, основанный на восточной музыкальной традиции (рага-рок).
Семидесятые годы стали периодом расцвета творчества коллектива. Музыканты создали саундтреки к нескольким фильмам немецкого режиссёра Вернера Херцога (в ряде случаев режиссёр отбирал для своих картин записанную ранее музыку Popol Vuh). Среди них «Агирре, гнев божий» (1972), «Носферату — призрак ночи» (1978), «Фитцкарральдо» (1982), «Кобра Верде» («Зеленая кобра») (1987) и др. Флориан Фрике также снимался в фильмах Херцога «Признаки жизни» (1968), «Каждый сам за себя, Бог против всех» (в международном прокате фильм имел название «Тайна Каспара Хаузера») (1972).
Музыкальная тема из фильма «Агирре, гнев божий» («Aguirre I [L’acrime de rei]» — «Агирре I — Слезы короля»), исполненная Фрике на уникальном инструменте — «голосовом органе» — стала одной из самых любимых композиций у слушателей Popol Vuh. Удачной оказалась и совместная работа участников Popol Vuh над проектом гитариста Конни Вайта (Conny Veit) — альбомом группы Gila 1973 года «Bury My Heart at Wounded Knee» (1973) в жанре прогрессивный рок.
Флориан Фрике предпочитал работу в студии, поэтому концертные выступления Popol Vuh были очень редкими.
Работы восьмидесятых годов оказались менее удачными, в том числе навеянный библейскими текстами амбициозный альбом-оратория «Sei still, wesse ICH BIN» («Тихо! Вы знаете, КТО Я») (1981), где ощутимо влияние православной музыкальной традиции (композиция «Wehe Khorazin»). Альбом был записан при участии хора Баварской оперы и издан на лейбле Innovative Communication, принадлежавшем Клаусу Шульце, однако сам Шульце не принимал какого-либо участия в работе над этим проектом. Альбом «Cobra Verde» (1987) знаменовал возвращение Флориана Фрике к использованию электронных клавишных инструментов, к музыке в стиле эмбиент и созданию более лёгких для восприятия композиций.
В начале девяностых годов Флориан Фрике перенёс операцию на правой руке, что отрицательно сказалось на его игре на фортепиано, поэтому он вновь обратился к электронному звучанию и привлёк к сотрудничеству молодого музыканта Гвидо Хиеронимуса (Giudo Hieronymus). Попытавшись вернуть интерес молодёжной аудитории к творчеству Popol Vuh, Флориан Фрике стилизовал звучание своей музыки под модные проекты Deep Forest, Enigma, Future Sound of London и т. п. с активным использованием семплов этнического пения. Записанные в таком стиле альбомы «City Raga» (1994) («Городская рага») и «Shepherd’s Symphony — Hirtensymphonie» (1997) («Пастушеская симфония») легки для восприятия и выходят из привычных рамок звучания группы, но не снискали успеха у традиционной слушательской аудитории Popol Vuh.
Последний изданный при жизни Флориана Фрике альбом Popol Vuh — «Messa Di Orfeo» (Месса в честь Орфея; Месса по Орфею) (1999) — представляет собой доработанную в студии концертную запись музыки в стиле эмбиент для художественной выставки и не относится к числу удачных работ проекта.
Группа Popol Vuh прекратила своё существование со смертью Флориана Фрике 29 декабря 2001 года.
Музыканты Алоис Громер и Клаус Визе (последний не считал себя участником коллектива — игра Клауса Визе на студийных записях отсутствует) приобрели известность как сольные исполнители в стиле эмбиент.
Даниэль Фихельшер и вокалистка Рената Науп продолжили творческую карьеру, вернувшись в состав группы Amon Düül II.
Участники последнего студийного состава Popol Vuh — Франк Фидлер и Гвидо Хиеронимус записали совместный альбом в стиле эмбиент «Instant Enlightenment» (2006), а также музыку к видеоролику Франка Фидлера «America (Little Rock Symphony)» (2010).
Творчество Popol Vuh оказало влияние на многих музыкантов, в частности на Мишеля Крету, создателя музыкального проекта Enigma. В данном случае, видимо, речь идёт не о стиле или звучании музыки, а о её настроении.
При ознакомлении с музыкой проекта необходимо учитывать, что ни один из альбомов (многие были достаточно неровными по звучанию) или сборников, взятый по отдельности, не в состоянии дать слушателю целостное представление о творчестве Popol Vuh.

## Факты
- В семидесятые годы одновременно существовала норвежская группа с таким же названием, не имевшая отношения к проекту Флориана Фрике. Она выпустила два альбома — «Popol Vuh» (1972) и «Quiche Maya» (1973), после чего сменила название на Popol Ace.
- На альбомах группы и в буклетах компакт-дисков не всегда точно отражён состав участников коллектива, принимавших участие в записи того или иного альбома. Клаус Визе обозначен как участник Popol Vuh на альбомах «Hosianna Mantra» и «Seligpreisung» и снимался в видеоролике с композицией «Kyrie», однако в реальности он не исполнял музыку, а обучал Флориана Фрике игре на восточном музыкальном струнном инструменте тампура, звучавшем в композициях на этих альбомах[12].
- Флориан Фрике путешествовал по Марокко, Ближнему Востоку, Афганистану, Непалу, Греции. Был в Гималаях и в Западном Тибете (Кайлас).
- Композицию Popol Vuh под названием «Nacht der Himmel» исполняли Dead Can Dance во время концертного турне 1994 года.
- Мишель Крету о творчестве группы: «Popol Vuh — величайшие идолы, которые когда-либо у меня были или будут»[11]. Флориан Фрике знал об этом отзыве Мишеля Крету и воспринял его положительно[10].
- Композиция Popol Vuh под названием Through Pain to Heaven из альбома Nosferatu — используется группой Opeth в качестве увертюры к концертным выступлениям.

## Дискография
- 1970 — Affenstunde
- 1972 — In den Gärten Pharaos
- 1972 — Hosianna Mantra
- 1973 — Seligpreisung
- 1975 — Einsjäger & Siebenjäger
- 1975 — Das Hohelied Salomos
- 1975 — Aguirre
- 1976 — Letzte Tage - Letzte Nächte
- 1976 — Yoga (запись совместной студийной сессии Флориана Фрике, Ал Громер Хана и индийских музыкантов, не включавшаяся Флорианом Фрике в официальную дискографию Popol Vuh)
- 1977 — Herz aus Glas
- 1978 — Brüder des Schattens - Söhne des Lichts
- 1978 — Nosferatu
- 1979 — Die Nacht Der Seele
- 1981 — Sei Still, Wisse ICH BIN
- 1982 — Fitzcarraldo (сборник, включавший 4 ранее опубликованных композиции группы)
- 1983 — Agape Agape — Love Love
- 1985 — Spirit of Peace
- 1987 — Cobra Verde
- 1991 — For You and Me
- 1994 — City Raga (Mystic House Mix) (Maxi-single)
- 1994 — City Raga
- 1997 — Shepherd’s Symphony
- 1999 — Messa di Orfeo
- 2015 — Kailash (2 CD/1 DVD)

### Сборники
- 1981 Tantric Songs — композиции из альбомов Die Nacht der Seele и Brüder des Schattens - Söhne des Lichts
- 1988 Gesang der Gesänge
- 1991 Florian Fricke — композиции из альбомов Coeur de Verre (с новыми названиями) и Brüder des Schattens - Söhne des Lichts
- 1991 The Best Soundtracks from Werner Herzog Films
- 1993 Sing, for Song Drives Away the Wolves — ремикшированные и ремастированные композиции из альбомов Coeur de Verre, Seligpreisung, Einsjager & Sebensjager (с новыми названиями) и две новых композиции: «Song of the High Mountains» и «Sweet Repose».
- 1994 Movie Music
- 1998 Nicht Hoch Im Himmel
- 2002 Future Sound Experience (ремиксы в стиле эмбиент)
- 2006 70’s Progressive
- 2011 Revisited & Remixed (2 CD)

### Сольные альбомы Флориана Фрике
- 1983 Die Erde Und Ich sind eins I am one with the Earth (вокальная хоровая музыка; некоммерческое издание; в 2004 г. альбом переиздан на CD тиражом 100 экз.)
- 1992 Florian Fricke Plays Mozart (сольный альбом Фрике с программой музыки Моцарта для фортепиано)

### Альбомы других групп, созданные при участии Флориана Фрике
- 1972 Zeit — Tangerine Dream
- 1973 Bury My Heart at Wounded Knee — Gila

### Сольные альбомы участников Popol Vuh
- 2006 Frank Fiedler & Guido Hieronymus «Instant Enlightenment-SoundGobelin for the intellectuals»

### Музыкальные видеофильмы Флориана Фрике
- 1995 Kailash (совместно с Франком Фидлером; снят в 1991 г.; музыка из фильма частично вошла на альбомы «City Raga», «Shepherd’s Symphony», «Revisited & Remixed»)
- 1996 (снят в 1981 г.) Sei still wisse ICH BIN (Sinai Desert)
- 1999 Missa di Orfeo (совместно с Франком Фидлером)

### Бутлеги — неофициальные записи концертов и музыки Popol Vuh
- 1973 Live 1973 at Baumberg Kirche Germany
- 1975 Popol Vuh and Roberto Cacciapaglia — Live at Università Statale, Milano (Italy), 1975
- 2010 Krautrock: Deutschrock. Vol. 2 (1971—1974). Включена неопубликованная официально композиция «Improvisation (Ohne titel)» 1971 года (запись выступления на телевидении).
- 2010 Krautrock: Deutschrock. Vol. 4 (1971—1973). Включена неопубликованная официально композиция «Bettina» 1971 года (запись выступления на телевидении).